# Tatabánya-Újváros

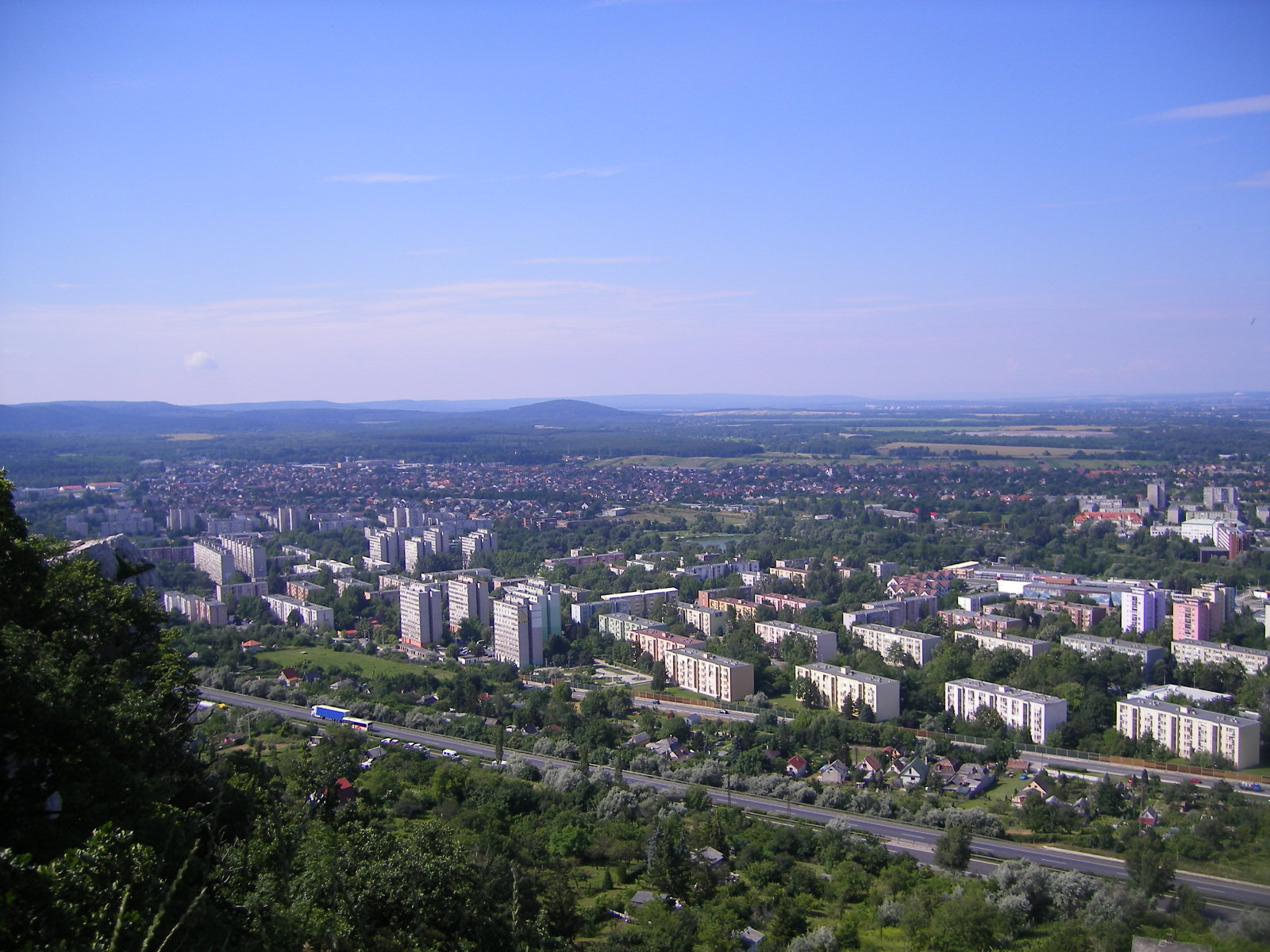
Újváros a Kő-hegyről

Tatabánya-Újváros Tatabányának az a része, mely ott kezdődik, ahol véget ér a Táncsics Mihály út, s a Mártírok útja már Újvárosban található. A Március 15-e útja választja el Újvárost Alsógallától. A Mártírok útjáról a Március 15-e útján keresztül az Összekötő útra vagy a Köztársaság útjára lehet jutni. A Dózsa György úti hídtól a Dózsakertbe és a bánhidai lakótelepre lehet jutni.
Újváros vége az M1-es autópálya hídjánál van, ahol a híd alatt Vértesszőlősre lehet eljutni.